# オスティエンセ

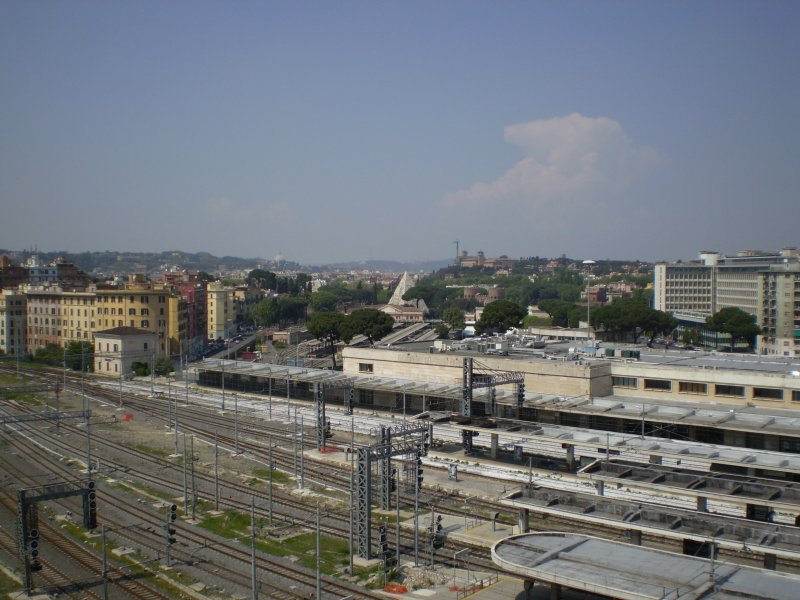
ローマ・オスティエンセ駅からの眺め（奥はガイウス・ケスティウスのピラミッド）

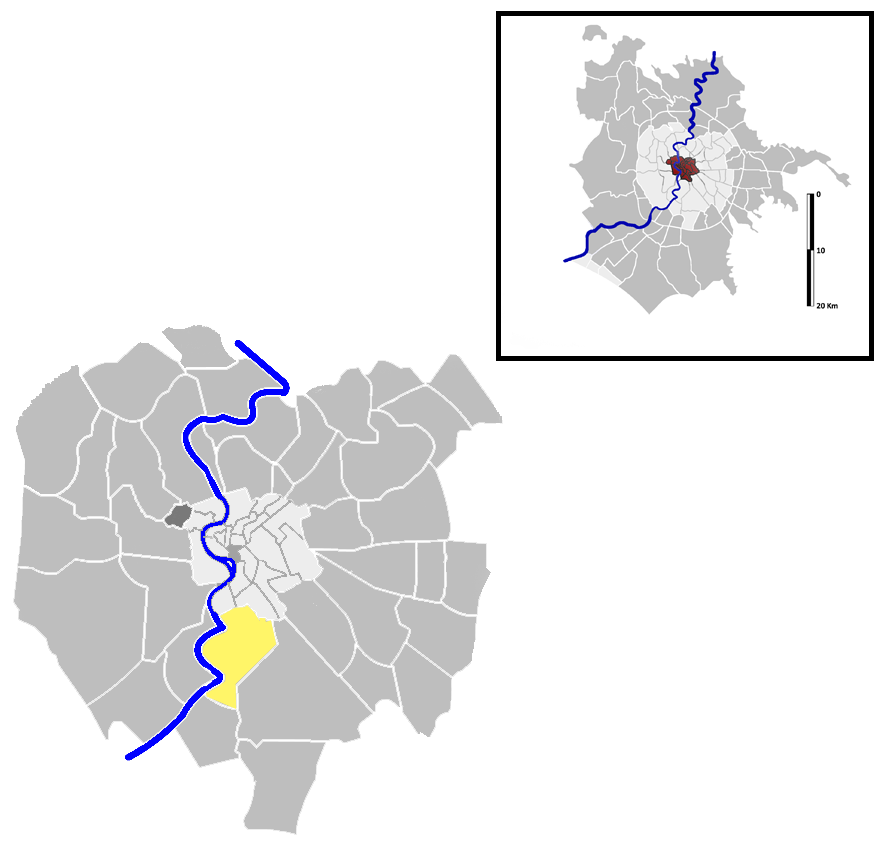
オスティエンセ

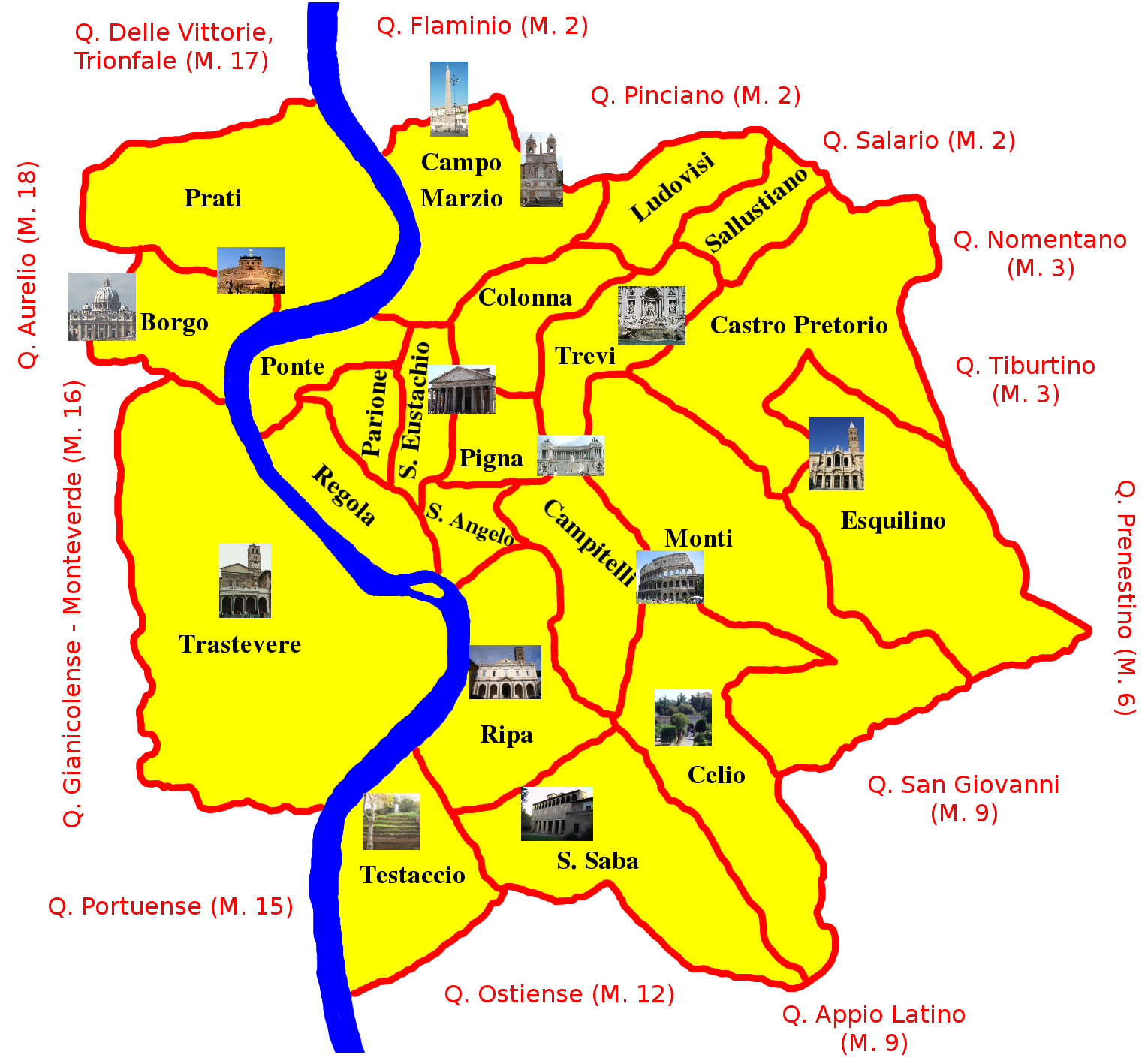
ローマの地図（オスティエンセは中央下）

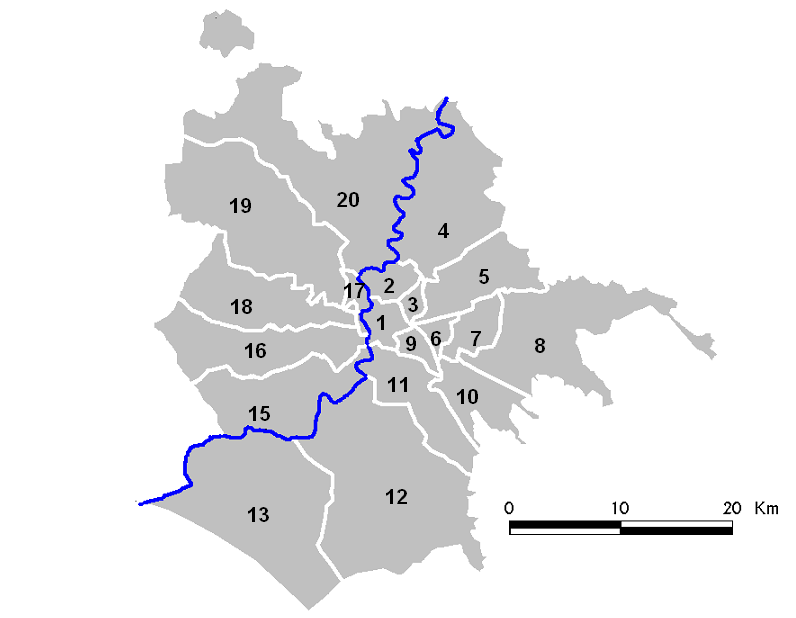
コムーネのムニチーピオ Iとムニチーピオ XI

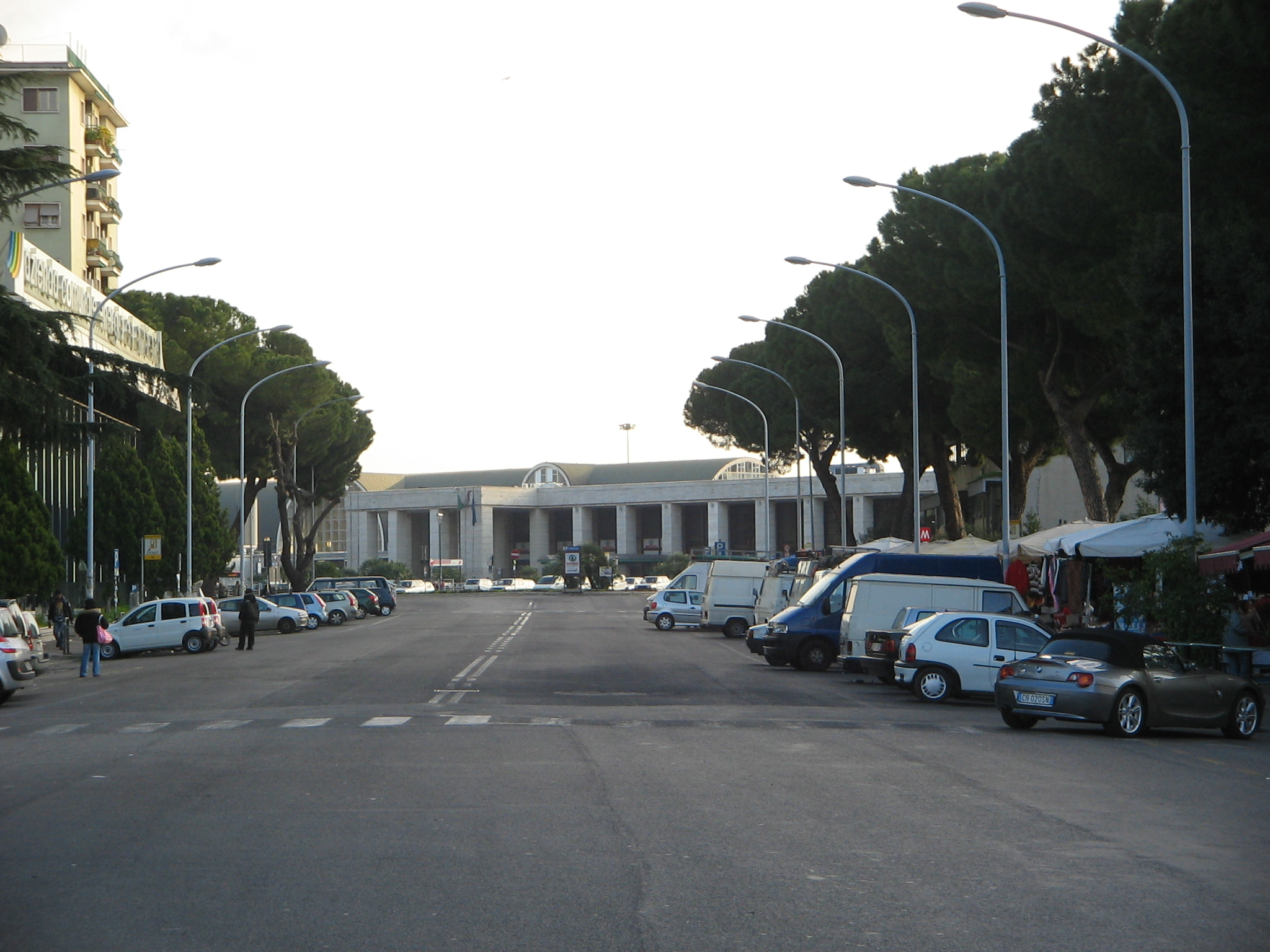
ローマ・オスティエンセ駅

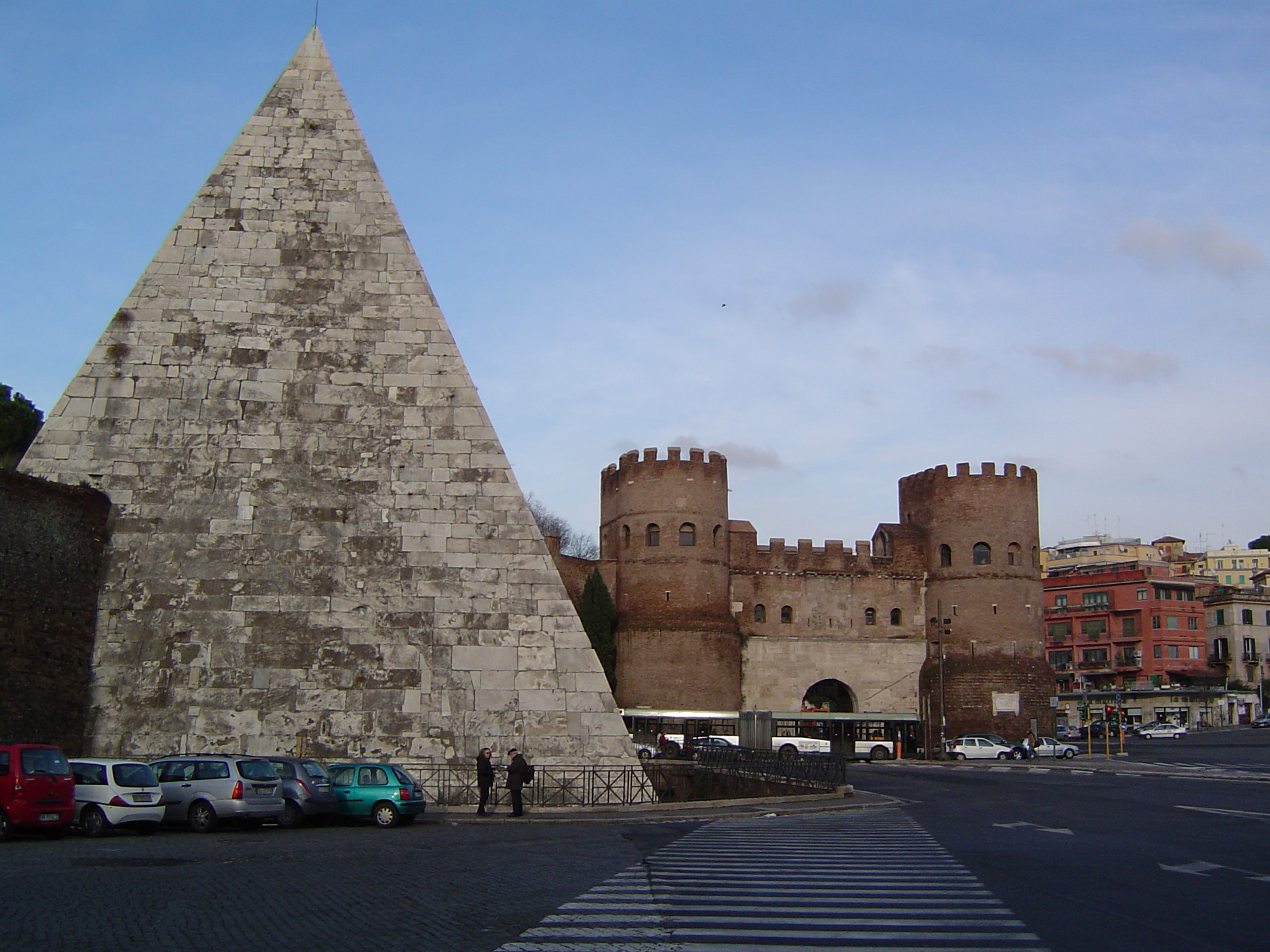
駅の周辺（ガイウス・ケスティウスのピラミッド）

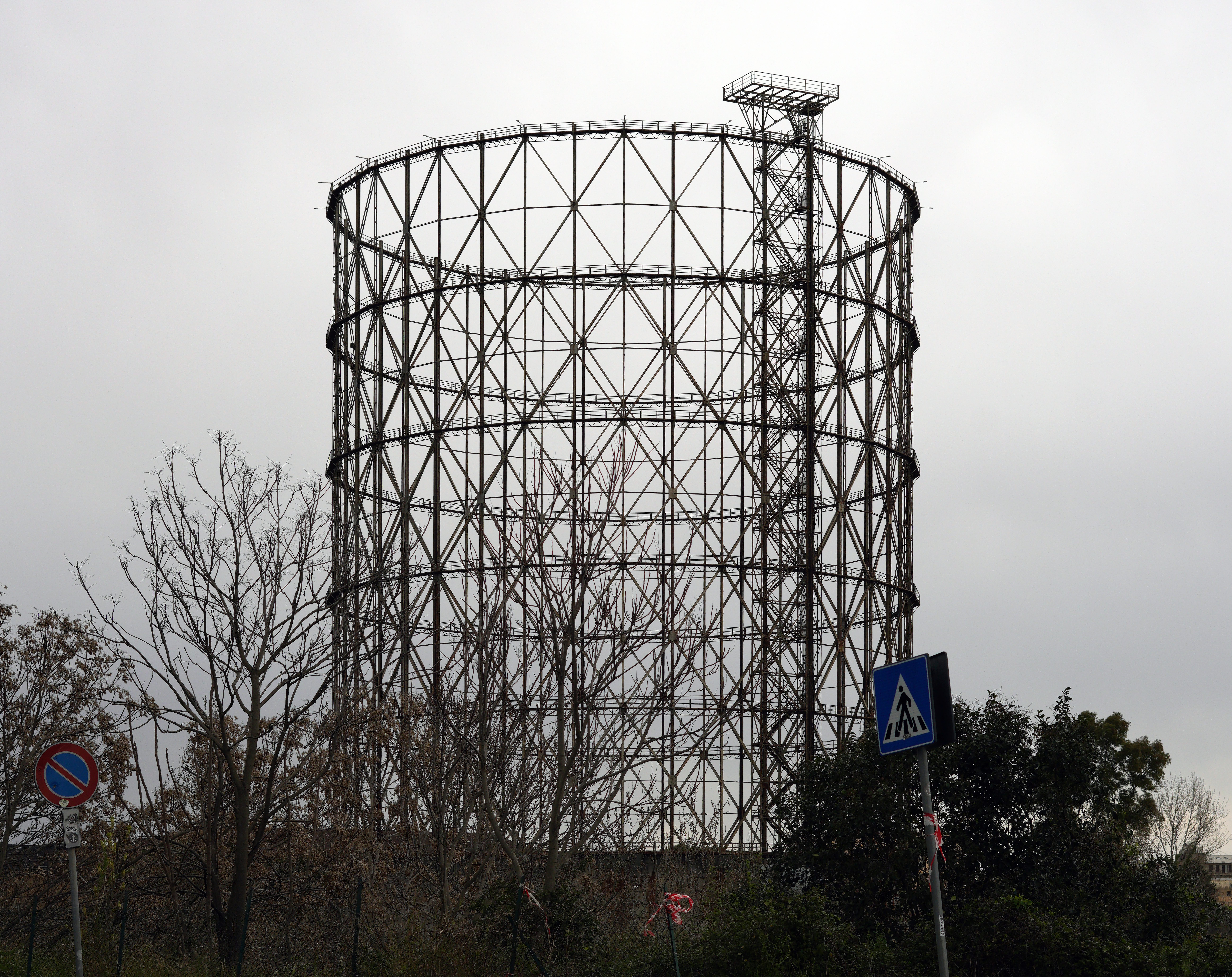
駅の周辺（New OrderのRegretにも登場するGazometro,
- it:Gazometro di Roma）

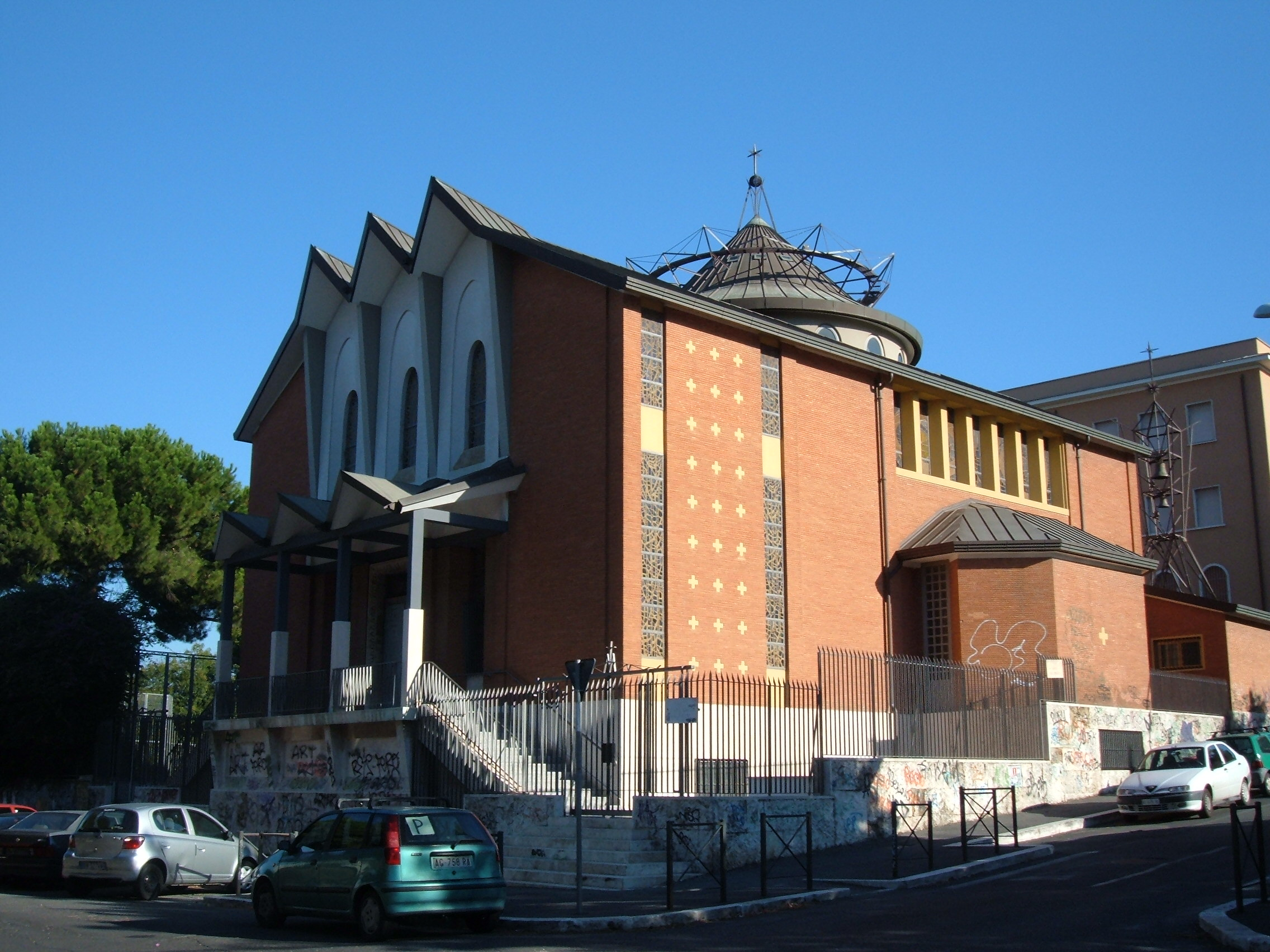
Sacra Famiglia

オスティエンセ (Ostiense) は、ローマの第10番クアルティエーレである。Q.Xと省略される。

## 概要
市の南部にあり、アウレリアヌス城壁とテーヴェレ川の待避所である。
行政区区域は、コムーネの第1ムニチーピオと第11ムニチーピオに含まれる。
面積: 712.31 ha。
人口: 66 071人。(2010)
隣接:
- 北は、R.XX（リオーネ）のテスタッチョ[1] と R.XXI（リオーネ）のサン・サーバ（イタリア語版）[2]に接する。

- 東は、Q.XX（クアルティエーレ）のアルデアティーノ（イタリア語版）[3]に接する。

- 南は、Q.XXXII（クアルティエーレ）のエウローパ[4]に接する。

- 西は、Q.XI（クアルティエーレ）のポルトゥエンセ（イタリア語版）[5]に接する。

この地名は第11ムニチーピオ（ローマのムニチーピオ）の都市地域11aをも表す。
都市地域の人口は、8,536人。
1930年まで、S.O.と略される同名のスブルビオ（郊外の街）も存在していた。

## 歴史
オスティエンセは1911年に最初の15のクアルティエーレの1つとして生まれ、1921年に公式に設立されオスティエンセ通りの名前を得た。
2008年3月30日、Schuster公園にナーシリーヤの軍基地で2003年11月12日に起きた襲撃の犠牲者を追悼するための記念碑が完成した。作品は彫刻家ジュゼッペ・スパニューロの案による。

## 宗教建築
- サン・パオロ・フオーリ・レ・ムーラ大聖堂、オスティエンセ通り沿い。総大司教のバシリカ。*サン・ベネデット教会、ガゾメトロ通り沿い。1926年6月3日ピウス11世の使徒憲章「Nostri pastoralis officii」により教区が設立。
- サン・フランチェスコ・サヴェーリオ・アッラ・ガルバテッラ教会、ダニエーレ・コロンビ通りにある。1933年5月1日ピウス11世の使徒憲章「Quo omnes sacrorum」により教区が設立。
- サンタ・ガッラ教会、オスティエンセ環状道路にある。教区は1940年12月13日に枢機卿代理フランチェスコ・マルケッティ・セルヴァッジャーニの通達「Templum in honorem」により設立。*サン・レオナルド・ムリアルド教会、サルヴァトーレ・ピンケルレ通りにある。教区は1964年1月5日に設立。
- サンタ・マリーア・レジーナ・デリ・アポストリ・アッラ・モンタニョーラ教会、 アントニーノ・ピーオ通りにある。小さい聖堂。教区は1976年10月26日枢機卿代理ウーゴ・ポレッティの通達「Pastorali munere」により設立。

## 最寄駅
・地下鉄 
|  | 最寄り駅は、「ピラーミデ駅」、「ガルバテッラ駅」、「バジリカ・サン・パオロ駅」および「マルコーニ駅」。 |

・在来線 オスティエンセ駅

## 関連項目

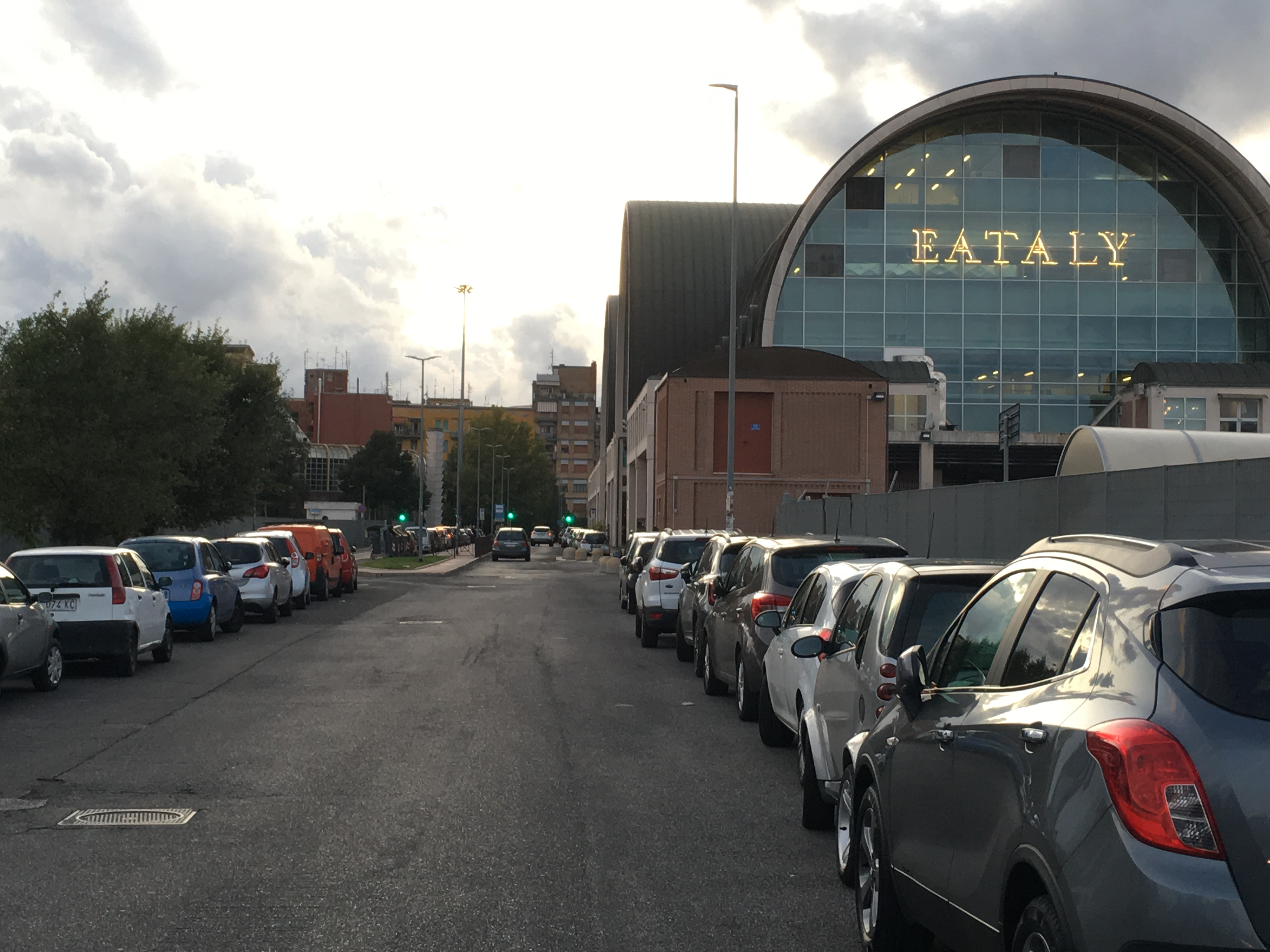
Eatalyのローマ店（旧Air Tirminal Ostienseの建物）

## 備考
1. ↑  サン・パオロ門（オスティエンセ門）で、アウレリアヌス城壁のテーヴェレ川から分けられている。
2. ↑  アウレリアヌス城壁のサン・パオロ門（オスティエンセ門）からアルデアティーナ門で分けられる
3. ↑  クリストーフォロ・コロンボ通りの、「ポルタ・アルデアティーナ通り」から「ラウレンティーナ通り」、「クリストーフォロ・コロンボ通り」から「アトレーティカ大通り」で分けられる。
4. ↑  「アトレーティカ大通り」と「マリアーナ陸橋」から「テーヴェレ川」までで分けられる。
5. ↑  テーヴェレ川の「マリアーナ陸橋」から「インドゥストリア橋」までで分けられる。

## 参照
- monumenti